# L'Aigle noir (film, 1959)
Pour les articles homonymes, voir Aigle noir.
Pour plus de détails, voir Fiche technique et Distribution.
L'Aigle noir (Il vendicatore) est un film d'aventures historiques réalisé par William Dieterle et sorti en 1959.
Il s'agit d'une adaptation du roman Doubrovski d'Alexandre Pouchkine publié en 1841.

## Synopsis
Le Baron Petrovitch fait mourir un ancien officier du tsar qui s'était retiré à la campagne après avoir eu le cœur brisé. Le fils de cet officier mort vengera la mort de son père en épousant la fille angélique du baron...

## Fiche technique
- Titre français : L'Aigle noir ou Révolte sur la Volga ou Les Révoltés de la Volga ou Le Vengeur[1],[2]
- Titre original italien : Il vendicatore[3],[4]
- Réalisation : William Dieterle
- Scenario : Gino De Sanctis (it), Ákos Tolnay (hu), d'après Alexandre Pouchkine
- Photographie :	Aldo Giordani (it)
- Montage : Roberto Cinquini (it)
- Musique : Carlo Rustichelli
- Décors : Luigi Scaccianoce (it)
- Production : Luigi Rovere, Gojko Sekulovic, Luis Laso
- Société de production : Vardar Film (Sofia), Hesperia Films (Rome)
- Pays de production :  Italie -  Yougoslavie
- Langue originale : Italien
- Format : Couleurs par Eastmancolor - 2,35:1 - Son mono - 35 mm
- Durée : 113 minutes
- Genre : Film d'aventures historique
- Dates de sortie :
  - Italie : 11 février 1959
  - France : 22 juin 1960

## Distribution
- Rosanna Schiaffino  (VF : Michèle Montel) : Mara Petrovitch
- John Forsythe  (VF : Roland Menard) : Vladja Doubrovski
- Nerio Bernardi  (VF : Jacques Berlioz) : le prince Nikolaï
- Paul Dahlke  (VF : Jean-Henri Chambois) : Doubrovski le père de Vladja
- Guido Celano  (VF : René Blacard) : Juge Dario Darevitch
- William Dieterle  (VF : Jean Davy) : le baron Petrovitch
- Giulio Donnini  (VF : Serge Lhorca) : Patnutic
- Johanna Hofer  (VF : Lita Recio) : Maria Jegorovna
- Sima Janicievic  (VF : Michel Gudin)  : officier de police
- Ilja Dzuvalekovski  (VF : Jean Violette) : Ivan Ivanovic
- Jovan Janicijevic Burdus (VF : Roger Rudel)  : Stiva
- Dragomir Felba : Gregori
- Mavid Popovic  (VF : Jean Violette) : Boba
- Vladimir Medar  (VF : Jacques Thebault) : le gardien du zoo
- Stanko Buhnaz  (VF : Albert Montigny) : Nikolaï